# Le Dernier Chevalier : Messager des ténèbres
Série
Le Dernier Chevalier : La Racine du mal
(2021)
Pour plus de détails, voir Fiche technique et Distribution.
Le Dernier Chevalier : Messager des ténèbres est un film russe réalisé par Dmitri Diatchenko, sorti en 2021.
C'est la suite du film Le Dernier Chevalier : La Racine du mal sorti en 2021.

## Fiche technique
Sauf indication contraire, les informations mentionnées dans cette section peuvent être confirmées par la base de données cinématographiques IMDb,  présente dans la section « Liens externes ».
- Titre original : Последний богатырь: Посланник Тьмы
- Titre français : Le Dernier Chevalier : Messager des ténèbres
- Réalisation : Dmitri Diatchenko
- Photographie : Pasha Kapinos
- Musique : George Kallis
- Pays d'origine : Russie
- Format : Couleurs
- Genre : aventure, fantastique
- Durée : 108 minutes
- Date de sortie :
  -  Russie : 23 décembre 2021

## Distribution
- Viktor Khorinyak : Ivan
- Mila Sivatskaïa : Vassilissa
- Ielena Iakovleva : Baba-Yaga
- Elena Valiouchkina : Galina mère de Mouromets
- Konstantin Lavronenko : Kochtcheï
- Sergueï Bourounov : Vodianoï
- Igor Kharlamov : Kolobok (voix)
- Timofeï Tribountsev : mage blanc Svetozar
- Philipp Kirkorov : Oiseau de feu